# Nagy Ferenc (tanár)
Nagy Ferenc (Sepsigidófalva, 1842. január 28. – Kecskemét, 1899. január 2.) filozófiatörténész, református főiskolai tanár.

## Élete
A gimnáziumot Nagyenyeden, a jogot Kolozsvárt (1862-65.) végezte; 1865 őszétől a budapesti református teológiai akadémián két évet töltött. 1869-ben az edinburghi egyetemre ment és 1871-ben jött haza, majd a budapesti felső leányiskolában, 1872-73-ban a református főgimnáziumban tanított. 1871-ben nyert tanári oklevelet és 1873. június 11-től a kecskeméti református főiskolában tanította a bölcseletet, hittant, latin és magyar nyelvet.
Cikkei a kecskeméti ev. ref. főgimnázium Értesítőjében (1879. Bölcsészet a középtanodában. 1882-88. Régi magyar könyvek intézetünk könyvtárában. 1885. Darwin és a Darwinismus, 1890. Ilosvai-Arany Toldija, előbb a Kecskeméti Lapokban is 1884. 21., 22. sz. Ism. Egyet. Philol. Közlöny 1891.); a Protestáns Egyházi és Iskolai Lapban (tanügyi és társadalmi cikkek). Ezeken kívül költemény, elbeszélés, rajz és tudományos cikkek jelentek meg tőle, különösen a Korunk c. napilapban (1872).

## Munkája
- A bölcsészet története kezdettől mostanig. Magán és iskolai használatra. Kecskemét, 1877. (Ism. Prot. Egyh. és Isk. Lap. 2. bőv. kiadás. Kecskemét, 1895.).